# リディア・マリア・チャイルド
リディア・マリア・チャイルド（Lydia Maria Child、1802年2月11日 - 1880年10月20日）は、アメリカ合衆国の奴隷解放論者、女性解放論者、小説家。

## 概略
マサチューセッツ州メッドフォードに生まれる。フランシスと名づけられた。女子セミナリオで学んだのち、母の死後、メイン州の姉のところに住んで教師になる勉強をした。兄のユニテリアン牧師コンヴァートは妹の文学的才能に気づき、多くの文学者に紹介した。
フランシスは最初の小説『ホボモク』を六週間で書き上げ、1824年に出版し、以後死ぬまで小説を書き続けた。1826年には『子供の雑誌』（Juvenile Miscellany）という子供向け初の月刊誌を創刊し、8年間これを続けた。しかし反奴隷制度の意見を述べ始めると、特に南部では多くの読者が彼女に背を向けた。1828年にデイヴィッド・リー・チャイルドと結婚し、ボストンへ移った。
その後いくつかの小説を書いたが、1829年に出した『倹約する主婦』が最も成功をおさめ、25年間に33刷した。1831年にウィリアム・ロイド・ガリソンが『奴隷制廃止』を創刊すると夫とともに読み、奴隷制度廃止論者となった。チャイルドは女性解放論者でもあり、女性と奴隷は白人男性から同じように不当な扱いを受けていると感じていた。1933年には「アフリカ人と呼ばれるアメリカ人への呼びかけ」を刊行した。これはアメリカではじめて本の形で出された反奴隷制の本であった。1839年にチャイルドはアメリカ反奴隷制同盟の会長に選ばれた。のちマサチューセッツ州ウェイランドへ移ると、奴隷解放制度で逃亡奴隷のためのシェルターを作った。だが暴力を用いるのに反対したため反奴隷同盟からは距離を置くことになる。だが1850年に、カンザスを奴隷解放州にするかの争いの中で、チャイルドは反奴隷運動のために銃の使用もやむなしと考えるようになる。そして奴隷廃止運動家で銃を用いたジョン・ブラウンに共感した。
1860年には奴隷解放の小説を書いたハリエット・ジェイコブに対し、その編纂者となった。またアメリカ先住民の権利についてもパンフレットを書き、アメリカ・インディアン委員会の設立や、ユリシーズ・グラント大統領の対インディアン平和政策の基礎となった。
厳格なカルヴィン派の父に育てられユニテリアンに入ったこともあるが、のちにはキリスト教の教義は否定した。ベン・ソロモンというイスラム教徒のアラブ人の人格も称賛し、宗教にとらわれない見解を示した。

## 論文
- 大串尚代”Babylon Sisters : Captivity,Hybridity,and Trans-Subjectivity in the American Romance of Lydia Maria Child”

## 日本語訳
- 『共和国のロマンス』風呂本惇子監訳, 柳楽有里、柴崎小百合、田中千晶、時里祐子、横田由理訳. 新水社, 2016.3